# Military Knights of Windsor

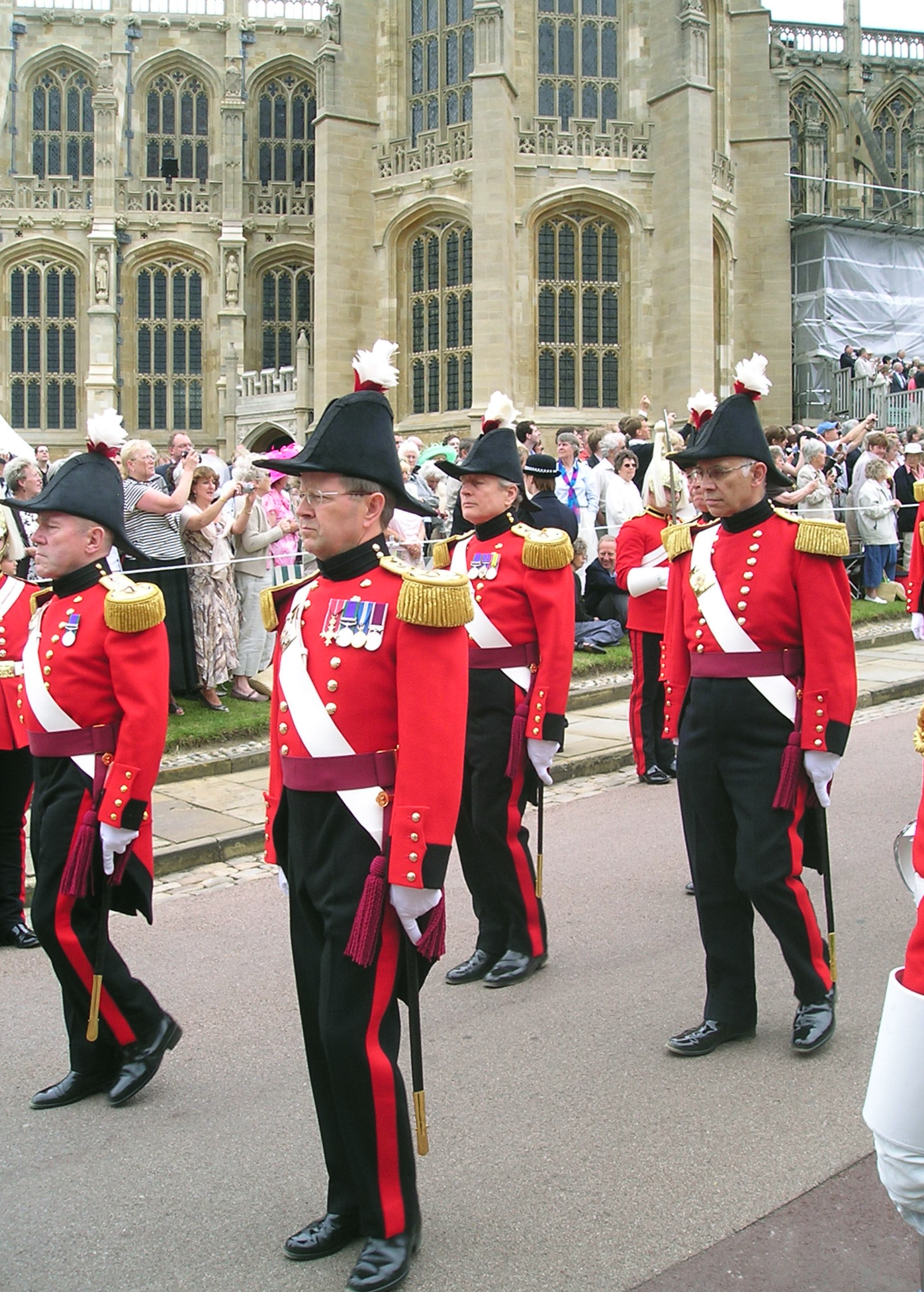
Alcuni cavalieri del gruppo dei Military Knights of Windsor in processione in occasione dell'annuale cerimonia dell'Ordine della Giarrettiera

I Military Knights of Windsor sono ufficiali militari britannici che ricevono una pensione e la residenza al Castello di Windsor e hanno il compito di prestare servizio presso la Saint George Chapel di Windsor oltre a scortare i cavalieri dell'Ordine della Giarrettiera.

## Storia
Il gruppo dei Military Knights of Windsor venne costituito da re Edoardo III d'Inghilterra a seguito della Battaglia di Crécy, quando molti cavalieri vennero catturati dai francesi e vennero forzati a liquidare le loro proprietà per raccogliere i fondi necessari alla loro liberazione. Essi vennero conosciuti quindi col nome di Alms Knights o Poor Knights ("Cavalieri poveri"). Dopo l'istituzione dell'Ordine della Giarrettiera, ventisei Poveri Cavalieri vennero abbinati all'Ordine ed alla St. George's Chapel di Windsor. Il numero fisso, ad ogni modo, non venne mai rispettato e nel XVII secolo essi furono circa 13. Dopo la restaurazione re Carlo II aumentò il numero dei cavalieri a 18. Re Guglielmo IV del Regno Unito, invece, aboltì il termine "poveri" e rinominò il corpo come Military Knights of Windsor.
In generale questi cavalieri erano militari veterani impoveritisi. Gli assunti nel corpo avevano il compito di pregare per il monarca e per i cavalieri dell'Ordine della Giarrettiera, ricevendo in cambio un salario e l'alloggio gratuito presso il Castello di Windsor. Attualmente i Military Knights, che non sono più necessariamente poveri, sono costituiti perlopiù da militari in pensione e partecipano alle processioni dell'Ordine, scortando i cavalieri e le dame dell'Ordine della Giarrettiera e presenziando alle funzioni nella St. George's Chapel, pur non essendo comunque membri dell'Ordine della Giarrettiera e non necessariamente essendo nobili, anche se molti di loro ricevono in servizio il cavalierato.
Capitano dei Military Knights of Windsor è il militare col rango più alto e l'anzianità maggiore presente nel gruppo. Esso ottiene il titolo di Governatore dei Military Knights of Windsor.

## Membri notabili
- James Cowley
- James FitzGibbon
- Edmund Hakewill-Smith
- Michael Hobbs
- James Holman
- Brian Turner Tom Lawrence
- Francis Cornwallis Maude